# معهد تيودور بلهارس للأبحاث
معهد تيودور بلهارس للأبحاث (بالإنجليزية: Theodor Bilharz Research Institute - TBRI)‏ هو معهد حكومي بحثي مصري يتبع وزارة البحث العلمي.

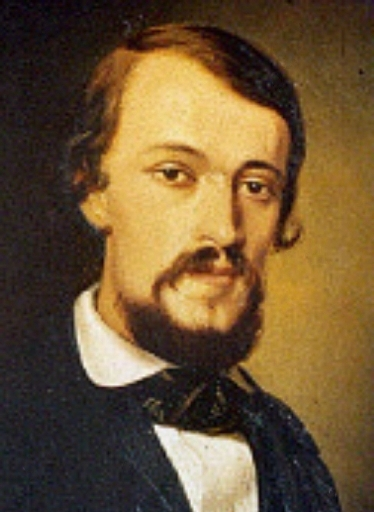

يتخصص المعهد في مجال مكافحة أمراض الكبد المتوطنة والمزمنة ومضاعفاتها، والتي تمثل مشكلة صحية في مصر هائلة بسبب مرض البلهارسيا المتوطن وبسبب تفشي الألتهاب الكبدي الوبائي سي.
وقد شارك المعهد في تصميم وتنفيذ المشروع القومي للقضاء علي مشكلة البلهارسيا في مصر بالكثير من الأبحاث الموجهة وتطبيق الخطط العلمية المتكاملة، مثل مكافحة القواقع الناقلة للمرض، والاستطلاع الوبائي الحقلي، والمساهمة في التثقيف الصحي والإصحاح البيئي للمواطنين كإجراء وقائي، واستحداث واستخدام التقنيات التشخيصية المتطورة، وتقييم وتحسين العلاج الطبي والجراحي.
ويضم المعهد نخبة ممتازة من العلماء الباحثين، أطباء وبيولوجيين وصيادلة وكميائيين وزراعيين واجتماعيين ويضم مستشفي كبير يحتوي أقسام امراض كبد وجهاز هضمي ومناظيروكلي وجراحة ومسالك بولية وقسم عمليات متكامل وعناية مركزة ومعامل وقسم أشعة وعيادات خارجية. كما يوجد الكثير من الأقسام الأكاديمية التي تخدم أهداف المعهد البحثية.
وقد قام الباحثين بالمعهد بتنظيم المؤتمرات والندوات وورش العمل والدورات التدريبية العلمية الإقليمية والدولية بصفة دورية بمقر المعهد وذلك مثل الورشة السنوية لمناظير الجهاز الهضمي.
يقوم المعهد بمشروعات بحثية متعددة بالاشتراك مع هيئات دولية مختلفة مثل هيئة التعاون الفني الألمانية، ومنظمة الصحة العالمية، وبرنامج الأمم المتحدة للبيئة، والمشروع القومي لبحوث البهارسيا الممول من وزارة الصحة المصرية بالاشتراك مع الوكالة الأميركية للتنمية الدولية، والبنك الإسلامي للتنمية، والمفوضية الأوروبية. كما يتعاون المعهد تعاونا وثيقا مع وزارة الصحة المصرية وكذلك مع الجامعات ومراكز البحث العلمي.

## القرارات المنظمة
- قرار رئيس الجمهورية رقم 58 لسنة 1983: بإنشاء معهد تيودور بلهارس للأبحاث.[5]
- قرار رئيس الجمهورية رقم 378 لسنة 1998: بشأن إعادة تنظيم المجلس الأعلى لمراكز ومعاهد البحوث بقطاع البحث العلمي وتعديل اسمه إلى مجلس المراكز والمعاهد والهيئات البحثية التابعة لوزير الدولة لشئون البحث العلمي.[6]
- قرار رئيس الجمهورية رقم 409 لسنة 2021: بإصدار اللائحة التنفيذية لمعهد تيودور بلهارس للأبحاث.[7]

## التاريخ
فكرة بناء المعهد تعود للدكتور/ أحمد حافظ موسي، أحد رواد طب الأمراض المتوطنة في مصر والعالم والذي رأي أهمية إنشاء هذا الصرح لمكافحة منهجية ومنظمة لمرض البلهاريسيا.
سمي المعهد علي اسم تيودور ماكسميليان بلهارس(1825 - 1862) طبيب ألماني، ومكتشف طفيلي البلهارسية.
في أبريل عام 1962 تم وضع أساس المعهد في مدينة الوراق محافظة الجيزة. قامت الحكومة المصرية ببناء المعهد بالتعاون مع حكومة جمهورية ألمانيا الأتحادية، والتي قامت بتوفير التجهيزات والمعامل.
في عام 1964 تم إلحاق المعهد بوزارة البحث العلمي.وأفتتحت المعامل والعيادات الخارجية عام 1976، وتم افتتاح مبني المستشفي الملحقة عام 1983.

## الأقسام والمعامل البحثية
يقدم المعهد مجموعة من الخدمات العامة من خلال الأقسام والمعامل البحثية والمستشفي ومدرسة التمريض والوحدات البحثية النوعية.

### أولا: قسم البحوث الإكلينيكية (المستــشفي)
كل معمل عبارة عن معمل بحثي وقسم طبي متكامل في نفس الوقت، يشمل أسرة المرضي والتجهيزات اللازمة للحجز الداخلي وطاقم أطباء وتمريض وعمال وفنيين مؤهلين.
أ- الأقسام الداخلية وتضم المستشفي ككل 350 سرير.
1-معمل أمراض الجهاز الهضمي والكبد
2-معمل الجراحة العامة
3-معمل جراحة المسالك البولية
4-معمل أمراض الكلي
5-معمل العناية المركزة
6-معمل التخدير
7-معمل الأشعة السينية
8-معمل صحة المجتمع
كما تضم المستفي عدد من الوحدات الطبية المتخصصة وتشمل:
1-وحدة مناظير الجهاز الهضمي والكبد (تابعة لمعمل أمراض الجهاز الهضمي والكبد).
2-وحدة ا لموجات فوق الصوتية.
3-وحدة رعاية مرضي الغيبوبة الكبدية (تابعة لمعمل أمراض الجهاز الهضمي والكبد).
4-وحدة الغسيل الكلوي (تابعة معمل أمراض الكلي).
5-وحدة ديناميكية التبول (تابعة لمعمل المسالك البولية).
6-وحدة السجلات الطبية والإحصاء الطبي.
7- وحدة تحسين جودة الرعاية الطبية.
8- وحدة التثقيف الصحي.
ب: العيادات الخارجية وتضم:
1- عيادة الجهاز الهضمي والكبد.
2- عيادة أمراض الكلي.
3- عيادة جراحة المسالك البولية.
4- عيادة الجراحة العامة.
5- عيادة القلب والصدر (تحت إشراف أطباء معمل العناية المركزة).
ج: بنك الدم
ويوفر خدمة متصلة علي مدى 24 ساعة لمرضي المستشفي وحالات الطواريء.
د: وحدة استقبال الحالات الحرجة
تعمل 24 ساعة.
ه: الصيدلية
وتقوم بتوفير احتياجات مرضي العيادات الخارجية والأقسام الداخلية بمستشفي المعهد من أدوية ومستلزمات طبية.
و: مدرسة التمريض
وقد أنشئت بالمعهد عام 1985 وتخرج بمتوسط 26 ممرضة سنويا وذلك لسد احتياجات المعهد ووزارة الصحة والهيئات الطبية الأخرى.

### ثانيا: قسم البحوث المعملية الإكلينيكية
1- معمل أبحاث الدم
الباثولوجي
4- معمل الكيمياء الإكلينيكية
5- معمل الميكروسكوب الإلكتروني

### ثالثا: قسم بحوث المناعة وتقييم العلاج
1- معمل المناعة: ويقوم بالتحاليل الطبية الاتية
انتيجينات ومضادات البلهارسيا والفاشيولا والهيداتيد
مضادات فيروس سي الكبدي
انتيجينات فيروس بي الكبدي
مضادات الانوية ANA
بالإضافة إلى المجال البحثى في زراعة الانسجة والخلايا الجزعية
2- معمل الطفيليات
3- معمل الفارماكولوجي

### رابعا: قسم بحوث الكيمياء الحيوية والعلاجية
1- معمل الكيمياء الحيوية
2- معمل الكيمياء العلاجية

### خامسا: قسم بحوث البيئة والرخويات الطبية
1- معمل بحوث البيئة
2- معمل الرخويـات الطبية

## المنشآت المعاونة للأبحاث

### وحدة البحوث الحقلي
أنشئت هذه وحدة عام 1983 بالتعاون مع وزارة الصحة المصرية لتواجه متطلبات العمل والبحث الحقلي بهدف إجراء بعض الفحوص الطبية البسيطة للمواطنين وجمع العينات منهم وإجراء بحوث اجتماعية ميدانية وذلك لإمكانية تطوير إستراتيجية مكافحة أمراض الكبد والكلي المتوطنة والمزمنة ومضاعفاتها.

### محطة أبحاث الرخويات الطبية
أنشئت هذه الوحدة عام 1980 بهدف إجراء الأبحاث بها وخاصة التي تكون نتائجها مشجعة في المعمل حتى يمكن تقييم هذه الأبحاث علي مستوى نصف حقلي مماثلا للطبيعة قبل تطبيق هذه الأبحاث في الطبيعة.

### وحدة إنتاج المواد للبيولوجية للبلهارسيا
أنشئت هذه وحدة عام 1989 بدعم من الوكالة الأمريكية للتنمية الدولية لتكون مركزا يمد المعامل ومراكز البحوث بالأطوار المختلفة لدورة حياة طفيل البلهارسيا.

### بيت الحيوان
ويقوم بتوفير حيوانات التجارب لإجراء الأبحاث التجريبية عليها في الأقسام البحثية المختلفة بالمعهد.

### مركز المعلومات والتوثيق ودعم اتخاذ القرار
ويهدف إلى تجميع البيانات والمعلومات التي تخدم أهداف المعهد سواء من داخلها أو خارجها وتسجيل وتحليل وتنظيم وفهرسة هذه المعلومات والبيانات وتحديثها أولاً بأول، ويضم المركز خمسة أقسام.
1- المكتبة
وتقوم بتجميع الكتب والمراجع والوثائق والمجلات المتعلقة بقضـايا ونشاط المعهد وفرزها وتسجيلها، وتـزويــد الباحثين بالمواد المطلوبة عن طريق إتاحة استخدام شبكة المعلومات الدولية.
2- قسم المعلومات والإحصاء
3- قسم الحاسبات
4- قسم النشر
وبتولي إصـدار النشرات بكـل ما يحتـوى المركز سـواء باللغـة العربية أو اللغات الأجنبية وسواء أكان ذلك مقالا أو كتيبا أو وثيقة.
5- قسم دعم اتخاذ القرار